# Örebro SK
Örebro SK este un club de fotbal din Örebro, Suedia fondat în 28 octombrie 1908 iar în prezent joacă în prima ligă suedeză de fotbal Allsvenskan.